# Dongyi
Los Dongyi o Yi Oriental (chino simplificado: 东夷; chino tradicional: 東夷; pinyin: Dōngyí; Wade–Giles: Tung-i) es un término colectivo, referido a pueblos antiguos que vivieron en China oriental durante la prehistoria y en tierras localizadas en la península de Shandong y algunos otras partes orientales de la antigua China. Los pueblos que han sido denominados como Dongyi han variado a lo largo de la Historia. Eran uno  de los Cuatro Pueblos Bárbaros en la cultura china, junto con los Beidi, los Nanman, y los Xirong; y como ellos, era un término que acumula una gran variedad de pueblos y grupos a lo largo del tiempo.
Según el registro chino más temprano, el Zuo Zhuan, la Dinastía Shang fue atacada por el Rey Wu de Zhou mientras atacaba a los Dongyi y colapsó más adelante.

## Habitantes antiguos del área de Shandong
Inscripciones en huesos oraculares de inicios del siglo XI a. C. hacen mención a campañas por el tardío rey Shang Di Yi contra el Rénfāng (人方), un grupo que ocupaba el área del sur de Shandong y del norte de Jiangsu.
Muchos los arqueólogos chinos aplican el nombre histórico "Dongyi" a la arqueológica Cultura Yueshi (1900–1500 a. C.).
Otros investigadores, como Fang Hui, consideran esta identificación problemática debido a la alta frecuencia de migraciones en poblaciones prehistóricas de la región.

## Yi(夷)
La palabra china yi en Dongyi tiene una historia larga y una semántica compleja.

### Caracteres

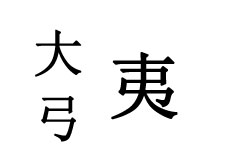
El carácter chino yi 夷 consta de 大 "grande" y 弓 "arco".

El carácter de escritura regular chino moderno 夷 para yi combina los radicales  da 大 "grande" y gong 弓 "arco", los cuales son también vistos en la escritura de sello. Aun así, yi estuvo escrito en la temprana escritura de bronce como una persona envuelta en algo, y en la escritura en huesos oraculares aún más temprana como una persona con las piernas y la espalda dobladas.
El diccionario de caracteres del 121 d. C. Shuowen Jiezi, define yi 夷 como "hombres del este” 東方之人也. El diccionario también informa que Yi no es diferente de Xia 夏, que significa "chino". En otra parte del mismo libro, en la entrada de qiang 羌, el término yi está asociado con la benevolencia y la longevidad humana. Por lo tanto, los países Yi son lugares morales donde la gente vive largas vidas. Esto es por lo que Confucio quiso ir a países yi cuándo el dao no podría ser logrado en los estados centrales.
El investigador Léon Wieger proporcionó múltiples definiciones del término yi: “Los hombres 大 armados con arcos 弓, los habitantes primitivos, bárbaros, habitantes de la frontera del Mar Oriental, habitantes de los países suroccidentales."
Bernhard Karlgren opina que en la escritura de bronce de yi inscrito en las inscripciones de bronce de la  Dinastía Zhou (ca. 1045 a. C.-ca. 256 a. C.), "el carácter tiene 'hombre' y 'flecha', o 'flecha' con algo enrollado alrededor de asta."
Los Yi, o Dongyi, están asociados al lazo y la flecha: K. C. Wu dice que el carácter moderno 夷  que designa a los "pueblos Yi" históricos, está compuesto de los caracteres 大 "grande (persona)" y 弓 "arco"; lo que implica una persona grande que lleva un arco, y también que esta forma vieja de este carácter chino estuvo compuesta con una asociación de un grupo de pueblos con el uso del arco en mente. Algunos registros históricos chinos clásicos como Zuo Zhuan, Shuowen Jiezi, Libro de los Ritos tienen algunos registros similares sobre este fenómeno.
Los registros más tempranos de yi estaban inscritos en huesos oraculares que datando finales de la Dinastía Shang (ca. 1600–ca. 1046 a. C.). Este carácter fue utilizado alternadamente en yi 夷, ren 人 "humano", y shi 尸 "cadáver, personador de los muertos; inactivo, preparar el cuerpo". El arqueólogo e investigador Guo Moruo creía que el carácter de yi de los huesos oraculares denota "un cuerpo muerto, por ejemplo, el enemigo asesinado", mientras el carácter de bronce denota "un hombre atado por una cuerda, por ejemplo ., un prisionero o esclavo". El lingüista histórico Xu Zhongshu explica que este carácter de oráculo describe un "cadáver"' con las piernas dobladas o una costumbre "bárbara" de sentarse con las piernas  extendidas hacia fuera en vez de la costumbre china de acuclillarse. El historiador de la China temprana Li Feng opina que el carácter Zhou occidental de bronce para Yi estuvo "diferenciado de ren 人 (humano) por su gesto de arrodillamiento, claramente implicando una población que estuvo considerado una fuente potencial de esclavos o criados", por ello significando "conquistables por extranjeros".